# Ehrenzeichen der Bundeswehr

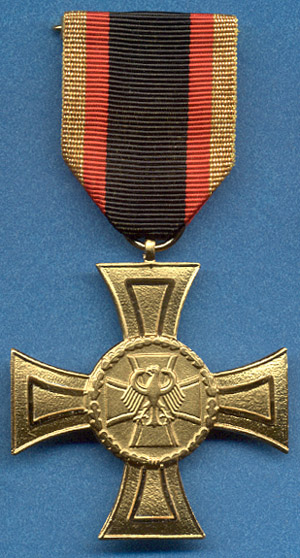
Ehrenkreuz der Bundeswehr in Gold

Das Ehrenzeichen der Bundeswehr wurde 1980 anlässlich des 25-jährigen Bestehens der Bundeswehr vom Bundesminister der Verteidigung Hans Apel gestiftet und am 29. Oktober 1980 im Sechsten Erlass über die Genehmigung der Stiftung und Verleihung von Orden und Ehrenzeichen vom Bundespräsidenten Karl Carstens genehmigt. Erstmals wurde die Auszeichnung am 6. November 1980 verliehen.
Am 13. August 2008 wurde von Verteidigungsminister Franz Josef Jung das neue Ehrenkreuz für Tapferkeit sowie Sonderformen der Ehrenkreuze in Gold und Silber für hervorragende Einzeltaten gestiftet. Sie wurden von Bundespräsident Horst Köhler am 18. September 2008 genehmigt. Anlass waren die zunehmenden Auslandseinsätze der Bundeswehr, die „hohe Anforderungen stellen und Gefahren für Leib und Leben bergen“. Die ersten Ehrenkreuze für Tapferkeit wurden am 6. Juli 2009 von Bundeskanzlerin Angela Merkel ausgehändigt.

## Verleihung
Die Verleihung erfolgt durch den Bundesminister der Verteidigung „als sichtbare Anerkennung für treue Dienste und in Würdigung beispielhafter soldatischer Pflichterfüllung“ und wird in der Regel durch Disziplinarvorgesetzte der Ebene eines Bataillonskommandeurs ausgehändigt.
Bei besonderen Leistungen – etwa nach einer Lebensrettung – kann das Ehrenzeichen auch vor Erreichen der Mindestdienstzeit verliehen werden. Die Verleihung einer niedrigeren Stufe ist keine Voraussetzung für die Auszeichnung mit einer höheren Stufe, so dass die Stufen des Ehrenzeichens auch nebeneinander getragen werden dürfen.
In Ausnahmefällen dürfen auch Zivilpersonen und Soldaten ausländischer Streitkräfte damit geehrt werden, wenn sie sich um „die Bundeswehr verdient gemacht“ haben.
Die neue Sonderstufe für Tapferkeit kann, wie auch die beiden gleichzeitig geschaffenen besonderen Ausführungen der Stufen Silber und Gold, ohne Erreichen einer Mindestdienstzeit verliehen werden.

## Stufen und Trageweise
Das Ehrenzeichen der Bundeswehr wird in fünf Stufen verliehen. Inklusive der beiden besonderen Ausführungen gibt es insgesamt sieben Ausführungen:
1. Ehrenmedaille der Bundeswehr (für treue Pflichterfüllung und überdurchschnittliche Leistungen, Mindestdienstzeit 7 Monate), 77.550 Verleihungen (Stand: 2017)[6]
2. Ehrenkreuz der Bundeswehr in Bronze (für treue Pflichterfüllung und überdurchschnittliche Leistungen, Mindestdienstzeit 5 Jahre), 52.728 Verleihungen (Stand: 2017)[6]

1. Ehrenkreuz der Bundeswehr in Silber (für treue Pflichterfüllung und überdurchschnittliche Leistungen, Mindestdienstzeit 10 Jahre), 46.872 Verleihungen (Stand: 2017)[7]
2. Ehrenkreuz der Bundeswehr in Silber in besonderer Ausführung (für besonders herausragende Leistungen, insbesondere für hervorragende Einzeltaten soldatischer Pflichterfüllung, ohne Gefahr für Leib und Leben, ohne Mindestdienstzeit)，371 Verleihungen[7]

1. Ehrenkreuz der Bundeswehr in Gold (für treue Pflichterfüllung und überdurchschnittliche Leistungen, Mindestdienstzeit 20 Jahre)，55.600 Verleihungen[8]
2. Ehrenkreuz der Bundeswehr in Gold in besonderer Ausführung (für besonders herausragende Leistungen, insbesondere für hervorragende Einzeltaten soldatischer Pflichterfüllung, unter Gefahr für Leib und Leben, ohne Mindestdienstzeit)，146 Verleihungen (Stand: 2017)[8]

1. Ehrenkreuz der Bundeswehr für Tapferkeit (für außergewöhnlich tapfere Taten, keine Mindestdienstzeit), 33 Verleihungen (Stand: 2025)[9]

Die Ehrenmedaille und das Ehrenkreuz werden an einem schwarz-rot-goldenen Band zusammen mit einer Urkunde verliehen.
Am Tag der Aushändigung wird das Ehrenzeichen in Originalgröße an Feldanzug, Dienstanzug und Gesellschaftsanzug getragen. Ansonsten wird es, da es mit Band verliehen wird, nur am Dienstanzug an der Bandschnalle getragen. Bei besonderen dienstlichen Anlässen, Staatsempfängen/Staatsakten oder aus privaten Gründen bei besonderen gesellschaftlichen Veranstaltungen kann es in Originalgröße am Dienst- und (in Miniaturgröße) am Gesellschaftsanzug getragen werden.

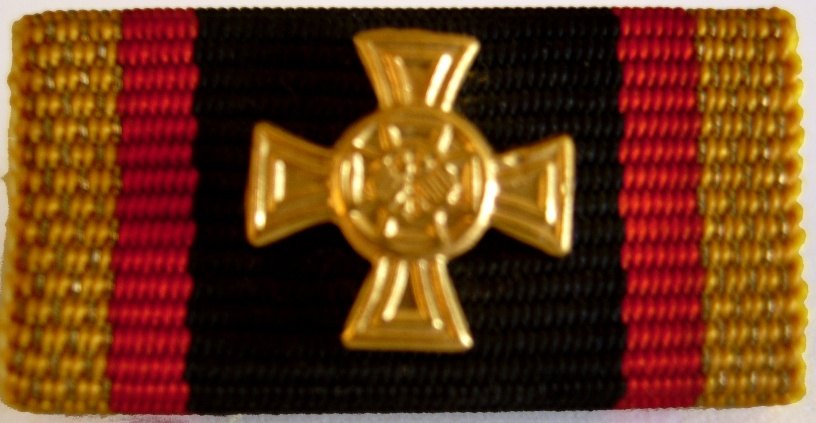
Bandschnalle des Ehrenkreuzes in Gold
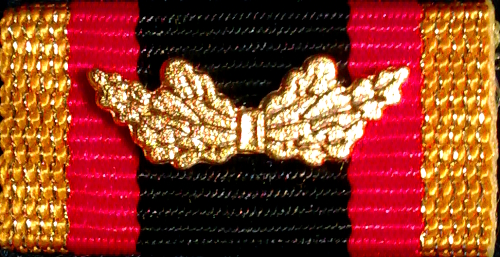
Bandschnalle des Ehrenkreuzes für Tapferkeit
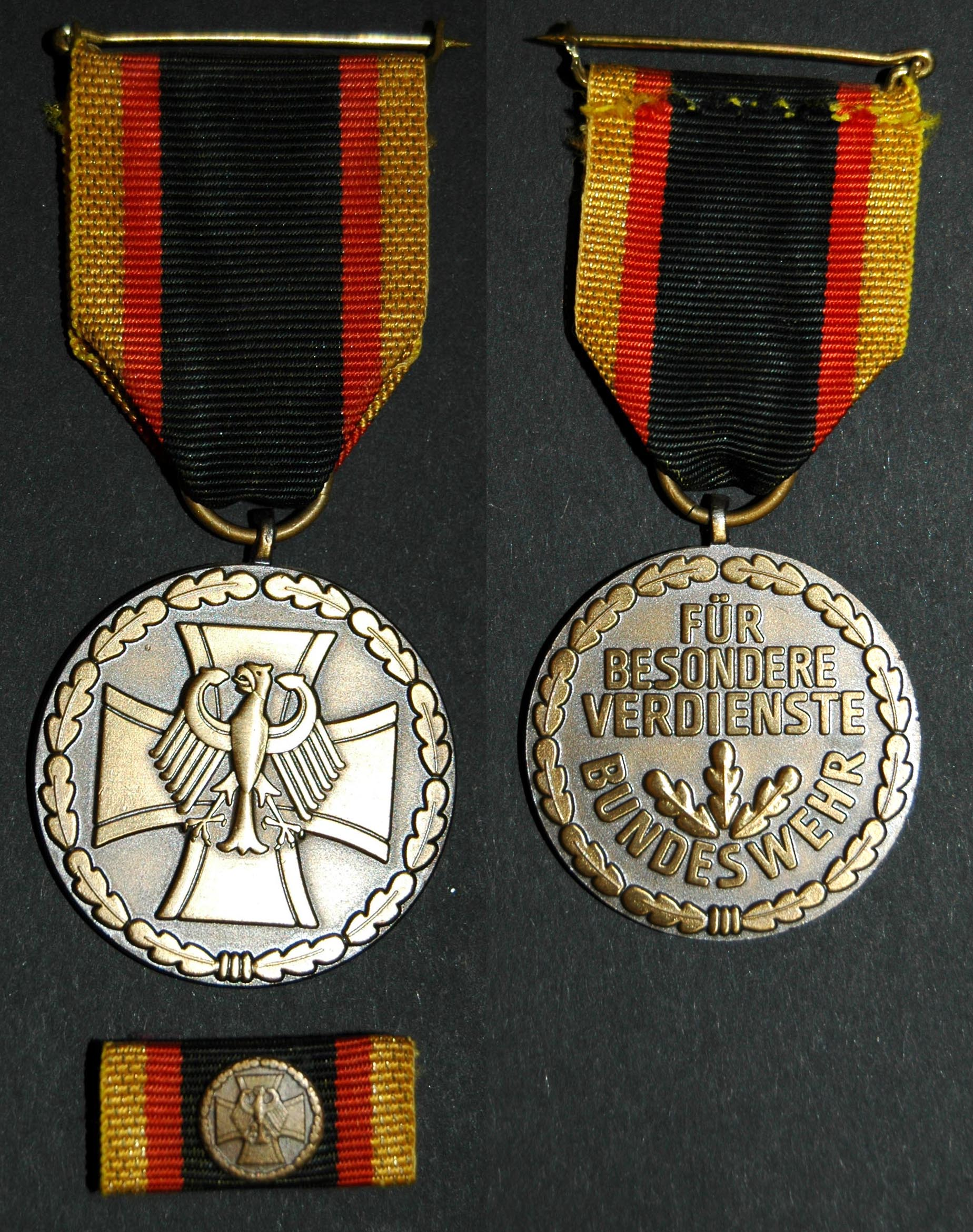
Ehrenmedaille der Bundeswehr (v. l. n. r.: Vorderseite mit Bandschnalle; Rückseite)
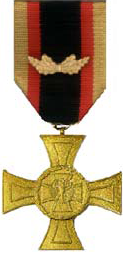
Ehrenkreuz für Tapferkeit

## Verleihungen der Sonderstufen
Von der ersten Verleihung 2009 bis Mai 2017 wurde das Ehrenkreuz für Tapferkeit 28 mal verliehen. Die Ehrenkreuze in besonderer Ausführung wurden bis 2013 124 Mal in Gold und 249 Mal in Silber vergeben. Im Mai 2017 berichtete das Bundesministerium der Verteidigung von 146 Verleihungen der Stufe Gold in Sonderform und 371 Verleihungen der Stufe Silber in Sonderform. Bis Juni 2024 gab 34 Verleihungen des Ehrenkreuzes für Tapferkeit.
Die Geehrten sind:

### Ehrenkreuz der Bundeswehr in Gold in besonderer Ausführung
| Verleihungsdatum   | Name                    | Alter bei Verleihung | Dienstgrad bei Verleihung | Truppenteil bei Verleihung                                                                                                | Einsatz        | Verleihungsgrund | Quelle |
| ------------------ | ----------------------- | -------------------- | ------------------------- | --- | -------------- | --- | ------ |
| 2. April 2010      | Robert Mcdonough        |                      | Captain                   | 5. Bataillon, Fliegerregiment 158 (158th Aviation Regiment, Garnison in Katterbach), Streitkräfte der Vereinigten Staaten | ISAF           | Für herausragende Leistungen: Im Zuge des Karfreitagsgefechtes am 2. April 2010 geriet ein deutscher Infanteriezug bei Isa Khel in Nordafghanistan in einen Hinterhalt einer zahlenmäßig überlegenen Gruppe von Aufständischen. Während des Gefechtes kam es durch Beschuss und die Explosion einer Sprengfalle zu zahlreichen Ausfällen (drei Tote, acht Verwundete). Die Besatzungen zweier Gefechtsrettungshubschrauber der US-Armee kamen den deutschen Fallschirmjägern zu Hilfe und flogen die Verwundeten trotz Feindbeschuss unter Inkaufnahme großer Gefahren aus. | [ 11 ] |
| 2. April 2010      | Steven Husted           |                      | Chief Warrant Officer 3   | 5. Bataillon, Fliegerregiment 158 (158th Aviation Regiment, Garnison in Katterbach), Streitkräfte der Vereinigten Staaten | ISAF           | Für herausragende Leistungen: Im Zuge des Karfreitagsgefechtes am 2. April 2010 geriet ein deutscher Infanteriezug bei Isa Khel in Nordafghanistan in einen Hinterhalt einer zahlenmäßig überlegenen Gruppe von Aufständischen. Während des Gefechtes kam es durch Beschuss und die Explosion einer Sprengfalle zu zahlreichen Ausfällen (drei Tote, acht Verwundete). Die Besatzungen zweier Gefechtsrettungshubschrauber der US-Armee kamen den deutschen Fallschirmjägern zu Hilfe und flogen die Verwundeten trotz Feindbeschuss unter Inkaufnahme großer Gefahren aus. | [ 11 ] |
| 2. April 2010      | Jason LaCrosse          |                      | Chief Warrant Officer 3   | 5. Bataillon, Fliegerregiment 158 (158th Aviation Regiment, Garnison in Katterbach), Streitkräfte der Vereinigten Staaten | ISAF           | Für herausragende Leistungen: Im Zuge des Karfreitagsgefechtes am 2. April 2010 geriet ein deutscher Infanteriezug bei Isa Khel in Nordafghanistan in einen Hinterhalt einer zahlenmäßig überlegenen Gruppe von Aufständischen. Während des Gefechtes kam es durch Beschuss und die Explosion einer Sprengfalle zu zahlreichen Ausfällen (drei Tote, acht Verwundete). Die Besatzungen zweier Gefechtsrettungshubschrauber der US-Armee kamen den deutschen Fallschirmjägern zu Hilfe und flogen die Verwundeten trotz Feindbeschuss unter Inkaufnahme großer Gefahren aus. | [ 11 ] |
| 2. April 2010      | Nelson Visaya           |                      | Chief Warrant Officer 3   | 5. Bataillon, Fliegerregiment 158 (158th Aviation Regiment, Garnison in Katterbach), Streitkräfte der Vereinigten Staaten | ISAF           | Für herausragende Leistungen: Im Zuge des Karfreitagsgefechtes am 2. April 2010 geriet ein deutscher Infanteriezug bei Isa Khel in Nordafghanistan in einen Hinterhalt einer zahlenmäßig überlegenen Gruppe von Aufständischen. Während des Gefechtes kam es durch Beschuss und die Explosion einer Sprengfalle zu zahlreichen Ausfällen (drei Tote, acht Verwundete). Die Besatzungen zweier Gefechtsrettungshubschrauber der US-Armee kamen den deutschen Fallschirmjägern zu Hilfe und flogen die Verwundeten trotz Feindbeschuss unter Inkaufnahme großer Gefahren aus. | [ 11 ] |
| 2. April 2010      | Jason Brown             |                      | Chief Warrant Officer 2   | 5. Bataillon, Fliegerregiment 158 (158th Aviation Regiment, Garnison in Katterbach), Streitkräfte der Vereinigten Staaten | ISAF           | Für herausragende Leistungen: Im Zuge des Karfreitagsgefechtes am 2. April 2010 geriet ein deutscher Infanteriezug bei Isa Khel in Nordafghanistan in einen Hinterhalt einer zahlenmäßig überlegenen Gruppe von Aufständischen. Während des Gefechtes kam es durch Beschuss und die Explosion einer Sprengfalle zu zahlreichen Ausfällen (drei Tote, acht Verwundete). Die Besatzungen zweier Gefechtsrettungshubschrauber der US-Armee kamen den deutschen Fallschirmjägern zu Hilfe und flogen die Verwundeten trotz Feindbeschuss unter Inkaufnahme großer Gefahren aus. | [ 11 ] |
| 2. April 2010      | Sean Johnson            |                      | Chief Warrant Officer 2   | 5. Bataillon, Fliegerregiment 158 (158th Aviation Regiment, Garnison in Katterbach), Streitkräfte der Vereinigten Staaten | ISAF           | Für herausragende Leistungen: Im Zuge des Karfreitagsgefechtes am 2. April 2010 geriet ein deutscher Infanteriezug bei Isa Khel in Nordafghanistan in einen Hinterhalt einer zahlenmäßig überlegenen Gruppe von Aufständischen. Während des Gefechtes kam es durch Beschuss und die Explosion einer Sprengfalle zu zahlreichen Ausfällen (drei Tote, acht Verwundete). Die Besatzungen zweier Gefechtsrettungshubschrauber der US-Armee kamen den deutschen Fallschirmjägern zu Hilfe und flogen die Verwundeten trotz Feindbeschuss unter Inkaufnahme großer Gefahren aus. | [ 11 ] |
| 2. April 2010      | Eric Wells              |                      | Chief Warrant Officer 2   | 5. Bataillon, Fliegerregiment 158 (158th Aviation Regiment, Garnison in Katterbach), Streitkräfte der Vereinigten Staaten | ISAF           | Für herausragende Leistungen: Im Zuge des Karfreitagsgefechtes am 2. April 2010 geriet ein deutscher Infanteriezug bei Isa Khel in Nordafghanistan in einen Hinterhalt einer zahlenmäßig überlegenen Gruppe von Aufständischen. Während des Gefechtes kam es durch Beschuss und die Explosion einer Sprengfalle zu zahlreichen Ausfällen (drei Tote, acht Verwundete). Die Besatzungen zweier Gefechtsrettungshubschrauber der US-Armee kamen den deutschen Fallschirmjägern zu Hilfe und flogen die Verwundeten trotz Feindbeschuss unter Inkaufnahme großer Gefahren aus. | [ 11 ] |
| 2. April 2010      | Travis Brown            |                      | Staff Sergeant            | 5. Bataillon, Fliegerregiment 158 (158th Aviation Regiment, Garnison in Katterbach), Streitkräfte der Vereinigten Staaten | ISAF           | Für herausragende Leistungen: Im Zuge des Karfreitagsgefechtes am 2. April 2010 geriet ein deutscher Infanteriezug bei Isa Khel in Nordafghanistan in einen Hinterhalt einer zahlenmäßig überlegenen Gruppe von Aufständischen. Während des Gefechtes kam es durch Beschuss und die Explosion einer Sprengfalle zu zahlreichen Ausfällen (drei Tote, acht Verwundete). Die Besatzungen zweier Gefechtsrettungshubschrauber der US-Armee kamen den deutschen Fallschirmjägern zu Hilfe und flogen die Verwundeten trotz Feindbeschuss unter Inkaufnahme großer Gefahren aus. | [ 11 ] |
| 2. April 2010      | William Ebel            |                      | Sergeant                  | 5. Bataillon, Fliegerregiment 158 (158th Aviation Regiment, Garnison in Katterbach), Streitkräfte der Vereinigten Staaten | ISAF           | Für herausragende Leistungen: Im Zuge des Karfreitagsgefechtes am 2. April 2010 geriet ein deutscher Infanteriezug bei Isa Khel in Nordafghanistan in einen Hinterhalt einer zahlenmäßig überlegenen Gruppe von Aufständischen. Während des Gefechtes kam es durch Beschuss und die Explosion einer Sprengfalle zu zahlreichen Ausfällen (drei Tote, acht Verwundete). Die Besatzungen zweier Gefechtsrettungshubschrauber der US-Armee kamen den deutschen Fallschirmjägern zu Hilfe und flogen die Verwundeten trotz Feindbeschuss unter Inkaufnahme großer Gefahren aus. | [ 11 ] |
| 2. April 2010      | Antonio Gattis          |                      | Sergeant                  | 5. Bataillon, Fliegerregiment 158 (158th Aviation Regiment, Garnison in Katterbach), Streitkräfte der Vereinigten Staaten | ISAF           | Für herausragende Leistungen: Im Zuge des Karfreitagsgefechtes am 2. April 2010 geriet ein deutscher Infanteriezug bei Isa Khel in Nordafghanistan in einen Hinterhalt einer zahlenmäßig überlegenen Gruppe von Aufständischen. Während des Gefechtes kam es durch Beschuss und die Explosion einer Sprengfalle zu zahlreichen Ausfällen (drei Tote, acht Verwundete). Die Besatzungen zweier Gefechtsrettungshubschrauber der US-Armee kamen den deutschen Fallschirmjägern zu Hilfe und flogen die Verwundeten trotz Feindbeschuss unter Inkaufnahme großer Gefahren aus. | [ 11 ] |
| 2. April 2010      | Steven Shumaker         |                      | Sergeant                  | 5. Bataillon, Fliegerregiment 158 (158th Aviation Regiment, Garnison in Katterbach), Streitkräfte der Vereinigten Staaten | ISAF           | Für herausragende Leistungen: Im Zuge des Karfreitagsgefechtes am 2. April 2010 geriet ein deutscher Infanteriezug bei Isa Khel in Nordafghanistan in einen Hinterhalt einer zahlenmäßig überlegenen Gruppe von Aufständischen. Während des Gefechtes kam es durch Beschuss und die Explosion einer Sprengfalle zu zahlreichen Ausfällen (drei Tote, acht Verwundete). Die Besatzungen zweier Gefechtsrettungshubschrauber der US-Armee kamen den deutschen Fallschirmjägern zu Hilfe und flogen die Verwundeten trotz Feindbeschuss unter Inkaufnahme großer Gefahren aus. | [ 11 ] |
| 2. April 2010      | Matthew Baker           |                      | Specialist                | 5. Bataillon, Fliegerregiment 158 (158th Aviation Regiment, Garnison in Katterbach), Streitkräfte der Vereinigten Staaten | ISAF           | Für herausragende Leistungen: Im Zuge des Karfreitagsgefechtes am 2. April 2010 geriet ein deutscher Infanteriezug bei Isa Khel in Nordafghanistan in einen Hinterhalt einer zahlenmäßig überlegenen Gruppe von Aufständischen. Während des Gefechtes kam es durch Beschuss und die Explosion einer Sprengfalle zu zahlreichen Ausfällen (drei Tote, acht Verwundete). Die Besatzungen zweier Gefechtsrettungshubschrauber der US-Armee kamen den deutschen Fallschirmjägern zu Hilfe und flogen die Verwundeten trotz Feindbeschuss unter Inkaufnahme großer Gefahren aus. | [ 11 ] |
| 2. April 2010      | Todd Marchese           |                      | Specialist                | 5. Bataillon, Fliegerregiment 158 (158th Aviation Regiment, Garnison in Katterbach), Streitkräfte der Vereinigten Staaten | ISAF           | Für herausragende Leistungen: Im Zuge des Karfreitagsgefechtes am 2. April 2010 geriet ein deutscher Infanteriezug bei Isa Khel in Nordafghanistan in einen Hinterhalt einer zahlenmäßig überlegenen Gruppe von Aufständischen. Während des Gefechtes kam es durch Beschuss und die Explosion einer Sprengfalle zu zahlreichen Ausfällen (drei Tote, acht Verwundete). Die Besatzungen zweier Gefechtsrettungshubschrauber der US-Armee kamen den deutschen Fallschirmjägern zu Hilfe und flogen die Verwundeten trotz Feindbeschuss unter Inkaufnahme großer Gefahren aus. | [ 11 ] |
| 2. April 2010      | Gregory Martinez        |                      | Specialist                | 5. Bataillon, Fliegerregiment 158 (158th Aviation Regiment, Garnison in Katterbach), Streitkräfte der Vereinigten Staaten | ISAF           | Für herausragende Leistungen: Im Zuge des Karfreitagsgefechtes am 2. April 2010 geriet ein deutscher Infanteriezug bei Isa Khel in Nordafghanistan in einen Hinterhalt einer zahlenmäßig überlegenen Gruppe von Aufständischen. Während des Gefechtes kam es durch Beschuss und die Explosion einer Sprengfalle zu zahlreichen Ausfällen (drei Tote, acht Verwundete). Die Besatzungen zweier Gefechtsrettungshubschrauber der US-Armee kamen den deutschen Fallschirmjägern zu Hilfe und flogen die Verwundeten trotz Feindbeschuss unter Inkaufnahme großer Gefahren aus. | [ 11 ] |
| 2. April 2010      | Pierre Schweger         |                      | Leutnant                  | Fallschirmjägerbataillon 373, Bundeswehr                                                                                  | ISAF           | Für herausragende Leistungen: Schweger rettete zwei Kameraden das Leben während eines Feuerüberfalls Aufständischer unter Gefährdung seines eigenen Lebens. |        |
| 2. April 2010      | Nils Bruns †            |                      | Hauptfeldwebel            | Fallschirmjägerbataillon 373, Bundeswehr                                                                                  | ISAF           | Für herausragende Leistungen (posthum): Am Karfreitag, dem 2. April 2010, geriet ein deutscher Infanteriezug bei Isa Khel in Nordafghanistan in einen Hinterhalt einer zahlenmäßig überlegenen Gruppe von Aufständischen. Während des Gefechtes kam es durch Beschuss und die Explosion einer Sprengfalle zu zahlreichen Ausfällen (drei Tote, acht Verwundete). Bruns kam ums Leben, als er einen Ausfall zugunsten bedrängter Kameraden anleiten wollte. |        |
| 14. Juni 2010      | Marie Apitz             | 24                   | Feldwebel                 | Kommando Schnelle Einsatzkräfte Sanitätsdienst, Bundeswehr                                                                | ISAF           | Für herausragende Leistungen: Hat im August 2009 nördlich von Kunduz, als Rettungsassistentin eines Rettungstrupps, während eines Gefechtes unter Einsatz ihres Lebens gemeinsam mit einem anderen Soldaten einen verwundeten Kameraden geborgen und danach notfallmedizinisch versorgt. | [ 12 ] |
| 21. September 2010 | Roman Wins              | 19                   | Obergefreiter             | Bataillon Marineschutzkräfte, Bundeswehr                                                                                  | -              | Für große Zivilcourage: Wins war außer Dienst, als er in Kiel Zeuge einer Messerstecherei wurde. Er kam der in dem Überfall verletzten Busfahrerin zu Hilfe, verfolgte und stellte den Angreifer, den er bis zum Eintreffen der Polizei festhielt. | [ 13 ] |
| Oktober 2010       | Jakob Klötzner          |                      | Hauptmann                 | Gebirgsjägerbrigade 23, Bundeswehr                                                                                        | ISAF           | Für die Rettung von Kameraden in einer unübersichtlichen Anschlagssituation. | [ 14 ] |
| 26. Oktober 2010   | Marcel Losch            |                      | Oberstabsgefreiter        | Panzergrenadierbataillon 122, Bundeswehr                                                                                  | ISAF           | Für herausragende Leistungen: Eingesetzt als Scharfschützen-Truppführer, hat Losch sich während des schweren Gefechtes am 2. April 2010 bei der Ortschaft Isa Khel (Distrikt chahar Darreh, Provinz Kunduz), bei dem ein Zug der 1. InfKp in einen Hinterhalt von Aufständischen geriet, als einer der Hauptträger des Gefechts bewährt. | [ 15 ] |
| 18. November 2010  | Ulrike Hödel            |                      | Oberstabsarzt             | Sanitätszentrum Alt Duvenstedt, Bundeswehr                                                                                | ISAF           | Für herausragende Leistungen: Am Karfreitag, dem 2. April 2010, geriet ein deutscher Infanteriezug bei Isa Khel in Nordafghanistan in einen Hinterhalt einer zahlenmäßig überlegenen Gruppe von Aufständischen. Während des Gefechtes kam es durch Beschuss und die Explosion einer Sprengfalle zu zahlreichen Ausfällen (drei Tote, acht Verwundete). Oberstabsarzt Hödel und Hauptfeldwebel Haben sind als BAT-Arzt bzw. Rettungsassistent mehrfach unter gezieltem heftigem Feindfeuer abgesessen und haben in der Kampfzone verwundete Kameraden versorgt und stabilisiert. Erst danach war es möglich, die verwundeten Soldaten mit Blackhawk-MEDEVAC Hubschraubern der US-Army stabil zur weiteren Behandlung auszufliegen. | [ 16 ] |
| 18. November 2010  | Gerhard Haben           |                      | Hauptfeldwebel            | | ISAF           | Für herausragende Leistungen: Am Karfreitag, dem 2. April 2010, geriet ein deutscher Infanteriezug bei Isa Khel in Nordafghanistan in einen Hinterhalt einer zahlenmäßig überlegenen Gruppe von Aufständischen. Während des Gefechtes kam es durch Beschuss und die Explosion einer Sprengfalle zu zahlreichen Ausfällen (drei Tote, acht Verwundete). Oberstabsarzt Hödel und Hauptfeldwebel Haben sind als BAT-Arzt bzw. Rettungsassistent mehrfach unter gezieltem heftigem Feindfeuer abgesessen und haben in der Kampfzone verwundete Kameraden versorgt und stabilisiert. Erst danach war es möglich, die verwundeten Soldaten mit Blackhawk-MEDEVAC Hubschraubern der US-Army stabil zur weiteren Behandlung auszufliegen. | [ 16 ] |
| 18. November 2010  | Thorsten Junker         |                      | Stabsfeldwebel            | | ISAF           | Für herausragende Leistungen: Am 15. April 2010 als Rettungsassistent Rettungstrupp OMLT bei der Erkundung der Cuk-Cenar-Bridge (Dutch Bridge) im Raum Baghlan-i-Jadid eingesetzt. Nach einem IED-Anschlag auf den EAGLE IV des OMLT 2 hat er sofort abgesessen und unter indirektem Feindfeuer die gefallenen Kameraden geborgen sowie die verwundeten Kameraden über 35 Minuten allein durch fachlich versierte qualifizierte Sofortmaßnahmen bis zum Eintreffen eines BAT aus Feyzabad versorgt | [ 16 ] |
| 1. Oktober 2015    | Raphael P.              | 31                   | Oberbootsmann             | Seebataillon | EUNAVFOR – MED | Für herausragende Leistungen: Rettete im Einsatz einen Menschen vor dem unmittelbaren Ertrinken und führte eine erfolgreiche Wiederbelebung durch. | [ 17 ] |
| 10. Oktober 2018   | Matthias Reitz          | 35                   | Major d.R.                | Deutsch-Französische Brigade                                                                                              | -              | Für herausragende Leistungen: Für drei (nicht miteinander in Verbindung stehende) Lebensrettungen. | [ 18 ] |
| 20. Juni 2019      | Matthias Labude         |                      | Oberleutnant zur See      | Fregatte Sachsen | -              | Für hervorragende Einzeltat: Für die Bergung eines 80 Kilogramm schweren Flugkörpergefechtskopfes eines Flugkörpers Typ Standard Missile SM-2, nach einem Schießunfall an Bord der Fregatte Sachsen am 21. Juni 2018. | [ 19 ] |
| 20. Juni 2019      | Henning Röder           |                      | Stabsbootsmann            | Fregatte Sachsen | -              | Für hervorragende Einzeltat: Für die Bergung eines 80 Kilogramm schweren Flugkörpergefechtskopfes eines Flugkörpers Typ Standard Missile SM-2, nach einem Schießunfall an Bord der Fregatte Sachsen am 21. Juni 2018. | [ 19 ] |
| 20. Juni 2019      | Daniel Lackner          |                      | Hauptbootsmann            | Fregatte Sachsen | -              | Für hervorragende Einzeltat: Für die Bergung eines 80 Kilogramm schweren Flugkörpergefechtskopfes eines Flugkörpers Typ Standard Missile SM-2, nach einem Schießunfall an Bord der Fregatte Sachsen am 21. Juni 2018. | [ 19 ] |
| 20. Juni 2019      | Tim Weiß                |                      | Hauptbootsmann            | Fregatte Sachsen | -              | Für hervorragende Einzeltat: Für die Bergung eines 80 Kilogramm schweren Flugkörpergefechtskopfes eines Flugkörpers Typ Standard Missile SM-2, nach einem Schießunfall an Bord der Fregatte Sachsen am 21. Juni 2018. | [ 19 ] |
| 17. Dezember 2021  | Elvis Dick              | 19                   | Hauptgefreiter            | Logistikbataillon 467, Bundeswehr                                                                                         | -              | Für große Zivilcourage: Dick war außer Dienst, als er in Würzburg Zeuge eines Anschlags wurde. Er und umstehende Passanten hielten den Angreifer bis zum Eintreffen der Polizei fest. | [ 20 ] |
| 9. Februar 2022    | Denis Engelmann         | 35                   | Hauptfeldwebel            | Betriebszentrum IT-System der Bundeswehr                                                                                  | -              | Für hervorragende Einzeltat: Engelmann hat im Rahmen der Hochwasserkatastrophe am 14. Juli 2021 in Euskirchen (Stadtteil Stotzheim) eine Frau aus den Fluten gerettet. Ohne seinen Einsatz wäre die Frau vermutlich in den Fluten gestorben. | [ 21 ] |
| 9. Februar 2022    | Roy Mondry              | 40                   | Hauptbootsmann            | Betriebszentrum IT-System der Bundeswehr                                                                                  | -              | Für hervorragende Einzeltat: Mondry hat im Rahmen der Hochwasserkatastrophe am 14. Juli 2021 in Rheinbach eine Frau aus den Fluten gerettet. | [ 21 ] |
| 10. März 2022      | Theodor Frederic Frisch | 31                   | Hauptmann                 | Schule für Diensthundewesen der Bundeswehr                                                                                | -              | Für hervorragende Einzeltat: Frisch hat im Rahmen der Hochwasserkatastrophe am 14. Juli 2021 in Altenburg (Altenahr) insgesamt sieben Menschen mit seinem Kanu aus den Fluten gerettet. | [ 22 ] |